# Europski dan darivanja organa
Europski dan darivanja organa obilježava se oko 13. listopada svake godine. Cilj obilježavanja ovog dana je upoznavanja javnosti s dostignućima transplantacijske medicine i važnošću odluke o darivanju organa poslije smrti, izražavanja podrške i solidarnosti prema onima koji čekaju na presađivanje organa te zahvalnosti i poštovanja svim darivateljima i njihovim obiteljima, koji su plemenitim činom spasili druge živote. 

## Projekt
Republika Hrvatska danas je vodeća zemlja u svijetu po broju darivatelja organa te transplantaciji bubrega i jetre. Do 1. rujna 2012. godine ukupno je realizirano 90 darivatelja organa te je transplantirano 127 bubrega, 29 srca, 68 jetara te četiri kombinirane transplantacije gušterača-bubreg i jedna jetra-bubreg. 
Glavna proslava Europskog dana darivanja organa organizira se svake godine u jednoj europskoj zemlji koju odabere Vijeće Europe. Države su okupljene u zajedničkom projektu „Razvoj smjernica za organizaciju Europskog dana darivanja". Namjera ovog projekta je utemeljiti jedinstveni model obilježavanja Europskog dana darivanja i transplantiranja organa.
Presađivanje organa i tkiva uspješna je metoda liječenja bolesnika. Najveći problem predstavlja nedostatak organa i tkiva prikladnih za presađivanje. Naime, porast broja darivatelja organa posljednjih 15 godina iznosi svega 2 % godišnje, dok broj bolesnika na listama čekanja raste za oko 15-20 % godišnje. Trenutačno je na listama čekanja u Europi više od 50 000 ljudi od kojih će 30 % dobiti presadak, a 35 % će umrijeti čekajući organ.
Godine 2012. u Europskoj uniji 61 000 bolesnika čekalo je na darivanje organa, a svaki dan umre 12 osoba zbog nedostatka organa za transplantaciju.

## Vanjske poveznice
- europeandonationday.org  Arhivirana inačica izvorne stranice od 21. kolovoza 2013. (Wayback Machine)
- http://www.zdravlje.hr/novosti/novosti/otvorena_izlozba_fotografija_iz_natjecaja_novi_zivot_na_dar  Arhivirana inačica izvorne stranice od 28. listopada 2012. (Wayback Machine)
- Hrvatska donorska mreža  Arhivirana inačica izvorne stranice od 31. prosinca 2018. (Wayback Machine)